# Kiyoshi Nakatani
Kiyoshi Nakatani (中谷 喜代志 Nakatani Kiyoshi?), född 7 maj 1991 i Osaka prefektur, är en japansk fotbollsspelare.
Nakatani spelade för FC Osaka. 2018 flyttade han till Vanraure Hachinohe.